# مرگ اسلیم شیدی (تیر خلاص)
مرگ اسلیم شدی (تیر خلاص) (انگلیسی: The Death of Slim Shady (Coup de Grâce)) دوازدهمین آلبوم استودیویی رپکن آمریکایی امینم است. این آلبوم در ۱۲ ژوئیه ۲۰۲۴ توسط افترمث انترتینمنت، شیدی رکوردز و اینترسکوپ رکوردز پخش شد.